# Aegosoma annulicornis
Aegosoma annulicornis là một loài bọ cánh cứng trong họ Cerambycidae.